# Rockpalast
Rockpalast (Palácio do Rock em português) é um programa de televisão musical alemão transmitido pela emissora Westdeutscher Rundfunk (WDR) desde 1974. Centenas de bandas de rock e jazz já se apresentaram no programa, com muitos desses concertos sendo transmitidos pela Europa e posteriormente vendidos individualmente. O Rockpalast também está envolvido na produção de diversos festivais de rock e música underground alemães, como o Rock am Ring.